# 1979年の航空
< 1979年
1978年の航空 - 1979年の航空 - 1980年の航空

## 航空に関する出来事

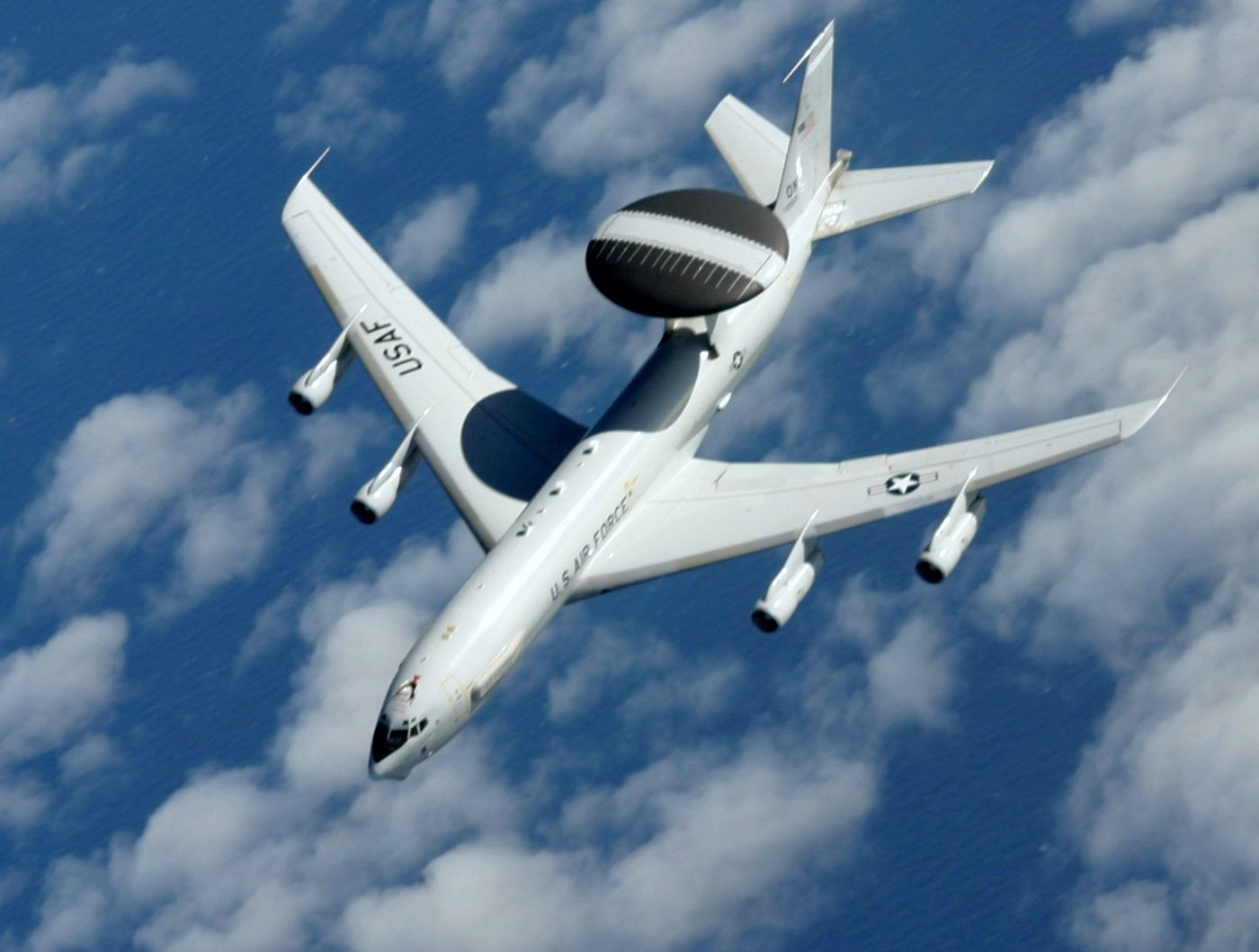
E-3 セントリー

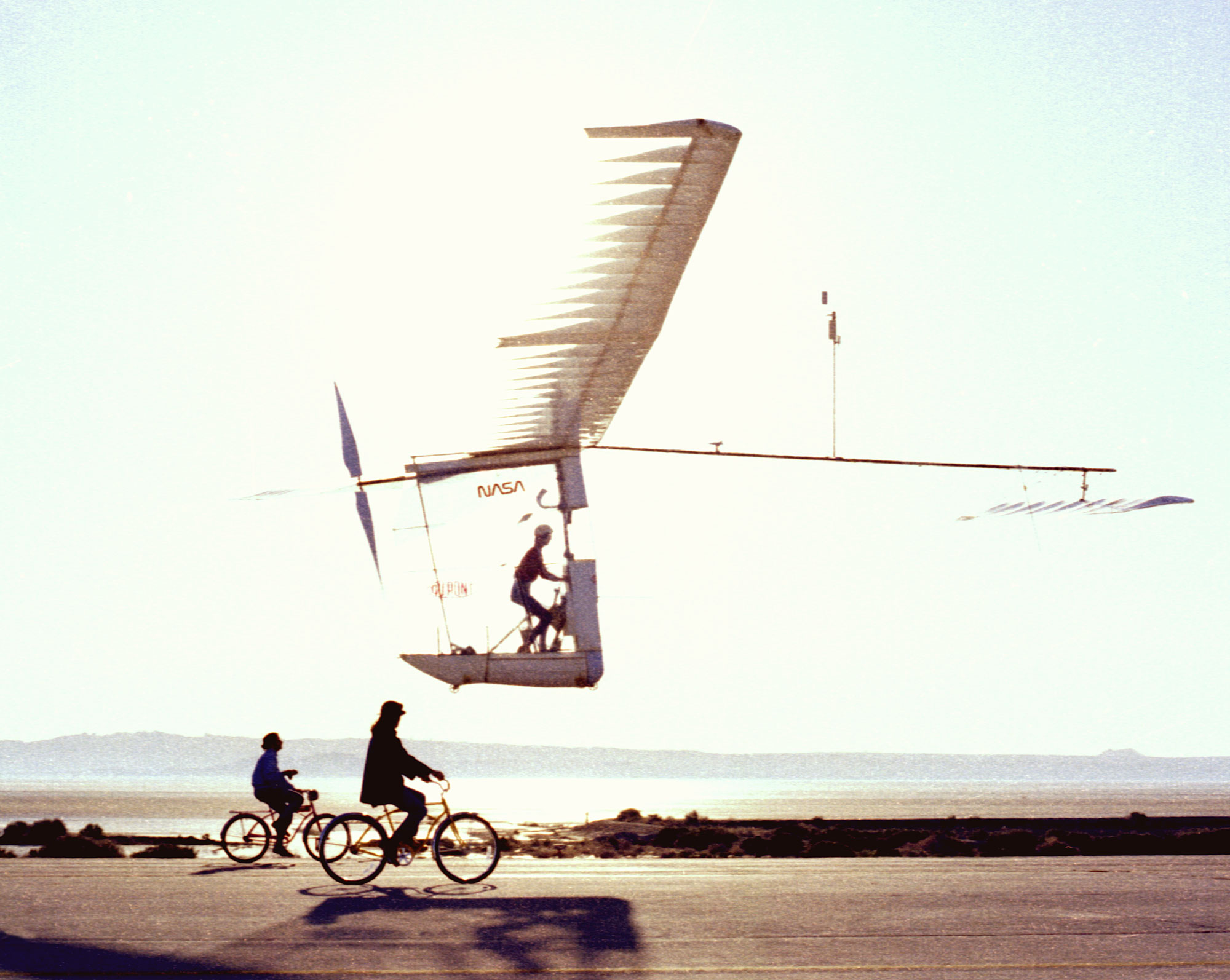
ゴッサマーアルバトロス

- 1月12日 - ピラタス・エアクラフトに、ブリテン・ノーマンが売却された。
- 2月12日 - ローデシア航空の国内便（ビッカース バイカウント）が反政府ゲリラの地対空ミサイル攻撃により撃墜。乗員・乗客59人全員死亡[1]。
- 2月26日 - 26年間で2,690機が生産されたアメリカの攻撃機、A-4 スカイホークの最後の機体が、アメリカ海兵隊に引き渡された。
- 3月10日 - アメリカ空軍の早期警戒管制機、E-3 セントリーがイエメン内戦に派遣された。
- 5月16日 - ニューヨークのパンナム・ビルに着陸しようとしたヘリコプター、シコルスキー S-61が事故を起こし4人が死亡した。その後、パンナム・ビルのヘリポートは使用を取りやめられた。
- 5月25日 - アメリカン航空のマクドネル・ダグラス DC-10が、シカゴ・オヘア国際空港を離陸中に墜落し273人が死亡した。（アメリカン航空191便墜落事故）
- 6月12日 - ポール・マクレディ設計の人力飛行機、「ゴッサマーアルバトロス」が、ブライアン・アレンの操縦でドーバー海峡横断に成功。
- 6月26日 - イスラエル空軍のF-15 イーグルが、シリア空軍の4機の MiG-21を撃墜した。
- 7月23日 - イギリス政府が、ブリティッシュ・エアウェイズの民営化とブリティッシュ・エアロスペースの株式を売却することを発表した。
- 8月14日 - スティーブ・ヒントンがネバダ州で、P-51 ムスタングの改造機、レッド・バロン号でピストンエンジン機の速度記録、803 km/hを樹立した。
- 8月17日 - アエロフロートの2機のツポレフ Tu-134旅客機が、ウクライナ上空で空中衝突し156人が死亡した。（1979年ドニプロゼルジーンシク空中衝突事故）
- 10月31日 - ウェスタン航空2605便（DC-10）がベニート・フアレス国際空港（現メキシコ・シティ国際空港）への着陸に失敗し73人が死亡した。（ウェスタン航空2605便着陸失敗事故）
- 12月24日 - 欧州宇宙機関 (ESA) が開発したロケット、アリアン1が打上げに成功した。
- 12月25日 - ソビエト連邦がアフガニスタン紛争に軍事介入し、アントノフAn-12とAn-22が兵士の輸送に使われた。

## 1979年に初飛行した機体の画像

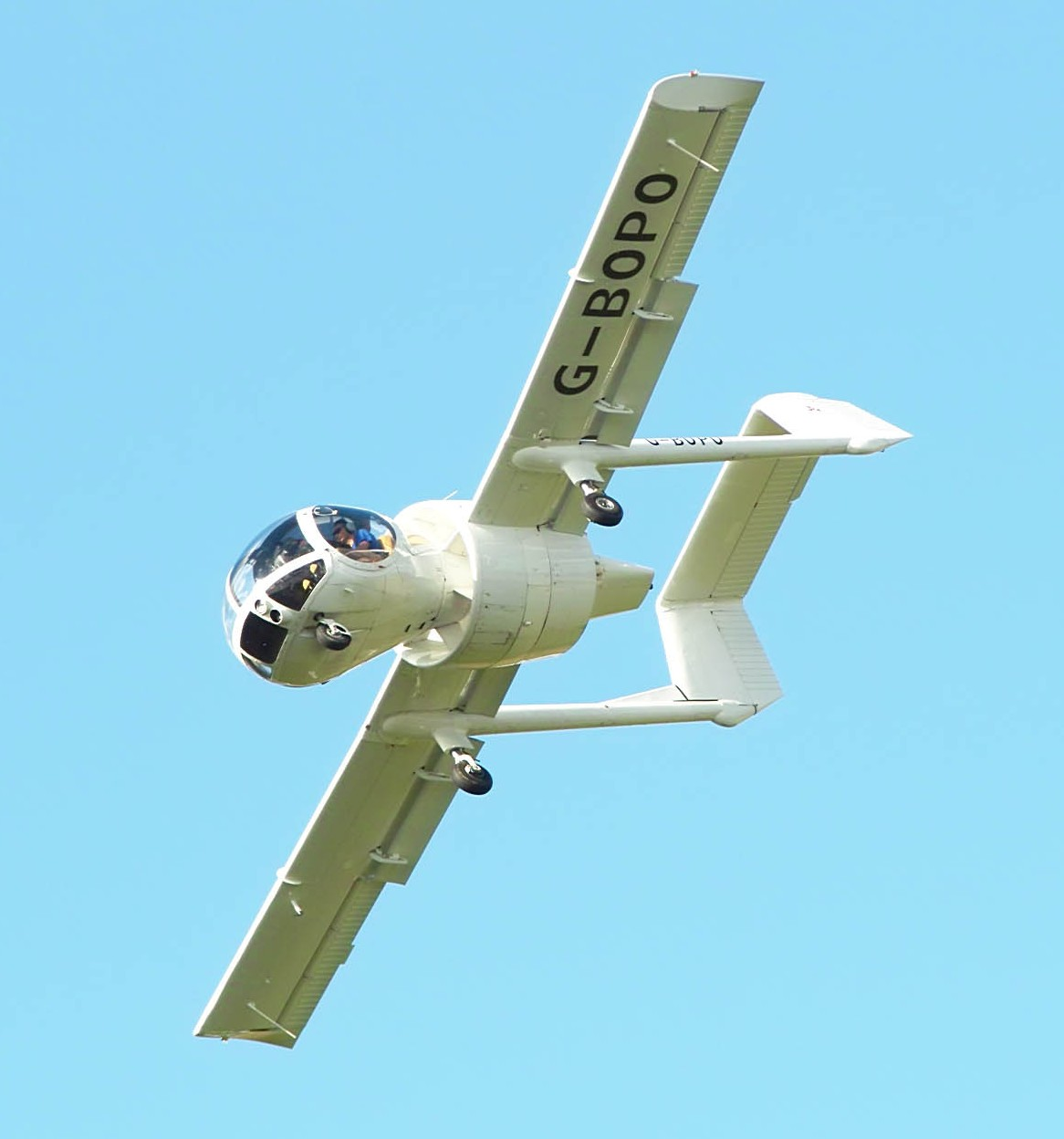
エジレイ オプティカ (12月14日）
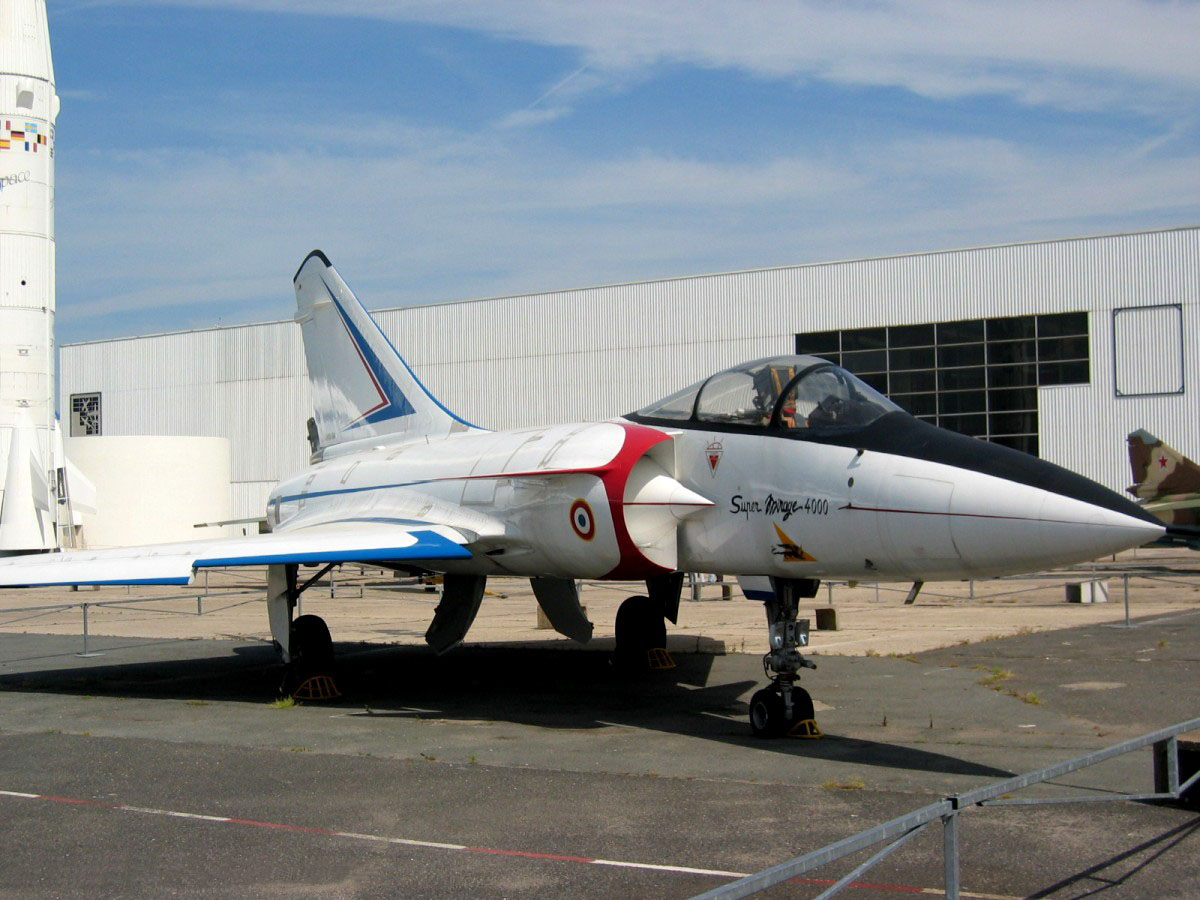
ミラージュ4000 (3月9日）
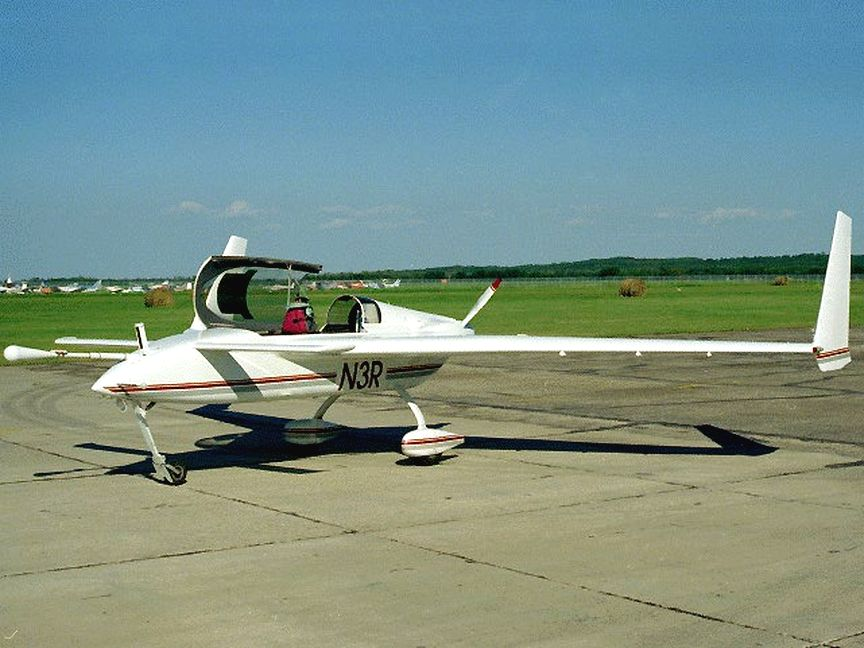
ルータン ロング・イージー (6月12日）

## 航空に関する賞の受賞者
- ハーモン・トロフィー：ブライアン・アレン
- デラボー賞： Vladimir Liakhov (USSR)、Valery Ryumin (USSR)